# مارك كيلتي
مارك كيلتي (بالإنجليزية: Mark Kilty)‏ هو لاعب كرة قدم بريطاني في مركز الدفاع، ولد في 24 يونيو 1981 في سندرلاند في المملكة المتحدة. لعب مع نادي دارلنجتون.

## وصلات خارجية
- مارك كيلتي على موقع قاعدة بيانات كرة القدم.إي يو (الإنجليزية)
- مارك كيلتي على موقع Soccerbase.com (لاعب) (الإنجليزية)